# Communauté de communes des Hautes Baronnies
La communauté de communes des Hautes Baronnies est une ancienne communauté de communes française, située dans le département de la Drôme en région Auvergne-Rhône-Alpes.

## Historique
La CCHB a été créée en 1999. Elle a développé progressivement ses compétences, pour aujourd'hui couvrir des domaines d'action très divers.
Le schéma départemental de coopération intercommunale (SDCI) de 2011 prévoyait la fusion avec les communautés de communes du Val d'Eygues, du Pays du Buis-les-Baronnies et du Pays de Rémuzat, en incluant les communes isolées de Pommerol, Ferrassières et Eygalayes (membre à l'époque de la communauté de communes du canton de Ribiers Val de Méouge). Il a fait l'objet de deux amendements :
- le premier, jugé « irrecevable », proposait le maintien des quatre communautés de communes précitées « tant que la procédure du parc naturel régional[Note 1] engagée sur le territoire n'est pas arrivée à son terme » ;
- le deuxième, adopté, proposait en plus, le rattachement de Pommerol à la CC du Pays de Rémuzat, Eygalayes à la CC des Hautes Baronnies et Ferrassières à la CC vauclusienne du Pays de Sault, devenue Ventoux Sud.

En 2015, à la suite de la loi no 2015-991 du 7 août 2015 portant nouvelle organisation territoriale de la République (dite loi NOTRe), les communautés de communes doivent avoir une population municipale de 15 000 habitants pour se maintenir. Ce n'est pas le cas pour celle des Hautes Baronnies (population inférieure à 5 000 habitants).
Cette fusion a été approuvée à l'adoption du SDCI en mars 2016 et la nouvelle structure porte le nom de communauté de communes des Baronnies en Drôme Provençale.

## Territoire communautaire

### Géographie
La communauté de communes est située au sud-est du département de la Drôme.
Elle présente un territoire majoritairement rural, comprenant plusieurs villages et hameaux de caractère disséminés au sein des différents bassins.
Le territoire couvert se compose de plusieurs vallées, et voit notamment jaillir les sources du Jabron, de l'Ouvèze, de la Méouge et du Toulourenc. Il s'adosse également au pied de différents massifs, tels que le Mont Ventoux ou la Montagne de Lure.

### Composition
Elle est composée des douze communes suivantes :
| Nom                     | Code Insee | Gentilé                  | Superficie (km2) | Population (dernière pop. légale) | Densité (hab./km2) |
| ----------------------- | ---------- | ------------------------ | ---------------- | --------------------------------- | ------------------ |
| Séderon (siège)         | 26340      | Séderonnais              | 20,30            | 277 (2014)                        | 14                 |
| Aulan                   | 26018      | Aulannais                | 10,55            | 10 (2014)                         | 0,95               |
| Ballons                 | 26022      | Ballonnois               | 17,23            | 82 (2014)                         | 4,8                |
| Barret-de-Lioure        | 26026      | Barretiers               | 34,64            | 83 (2014)                         | 2,4                |
| Eygalayes               | 26126      | Eygalayais, Eygalayaises | 17,97            | 67 (2014)                         | 3,7                |
| Izon-la-Bruisse         | 26150      | Izonais                  | 14,65            | 9 (2014)                          | 0,61               |
| Mévouillon              | 26181      | Mévouillonnais           | 29,09            | 237 (2014)                        | 8,1                |
| Montauban-sur-l'Ouvèze  | 26189      | Montalbanais             | 32,29            | 105 (2014)                        | 3,3                |
| Montbrun-les-Bains      | 26193      | Montbrunois              | 33,26            | 421 (2014)                        | 13                 |
| Reilhanette             | 26263      | Reilhanettois            | 14,78            | 145 (2014)                        | 9,8                |
| Vers-sur-Méouge         | 26372      | Versois                  | 13,81            | 46 (2014)                         | 3,3                |
| Villefranche-le-Château | 26375      | Villefranchais           | 7,42             | 24 (2014)                         | 3,2                |

### Démographie
| 1968  | 1975  | 1982  | 1990  | 1999  | 2008  | 2013  |
| ----- | ----- | ----- | ----- | ----- | ----- | ----- |
| 1 654 | 1 522 | 1 475 | 1 362 | 1 403 | 1 668 | 1 473 |

## Administration

### Siège
Le siège de la communauté de communes est situé à Séderon, ancien chef-lieu de canton.

### Compétences
L'intercommunalité exerce des compétences qui lui sont déléguées par les communes membres.
- Développement économique : création, aménagement, entretien et gestion de zones d'activité industrielle, commerciale, tertiaire, artisanale ou touristique, actions de développement économique
- Aménagement de l'espace : schémas de cohérence territoriale et de secteur, organisation des transports non urbains, études et programmation
- Environnement et cadre de vie : assainissement non collectif, collecte et traitement des déchets ménagers et assimilés
- Création, aménagement et entretien de la voirie
- Logement et habitat : programme local et opération programmée d'amélioration de l'habitat

### Régime fiscal et budget
La communauté de communes applique la fiscalité additionnelle sans fiscalité professionnelle de zone et sans fiscalité professionnelle sur les éoliennes.
Elle affichait, en 2015, une dotation globale de fonctionnement (DGF) totale de 43 525 €, et un potentiel fiscal par habitant de 93,04 €,.
Le coefficient d'intégration fiscale s'élève à 0,364648, supérieur à la moyenne nationale des communautés de communes à fiscalité additionnelle (0,317873).

## Projets et réalisations
La communauté de communes a réalisé la zone d'activités, inaugurée en 2011.